# حسيب بن عمار
حسيب بن عمار ولد بتونس العاصمة عام 1924 وتوفي في 15 ديسمبر 2008. وهو سياسي تونسي انتمى إلى السلطة ثم إلى المعارضة.

## في الحزب الحاكم والدولة
ولد في عائلة أصيلة العاصمة برز منها أيضا شقيقته الناشطة النسائية راضية حداد ولدت بن عمّار، كما تربطه علاقة قرابة (ابنة عمه) بوسيلة بن عمار سيدة تونس الأولى بين 1962 و1986. انضم منذ شبابه إلى الحزب الحر الدستوري الجديد وفي منتصف الأربعينات ساهم في تأسيس منظمة الهلال السرية صحبة أحمد بن صالح والطيب المهيري.
تولّى عدة مهام عليا في صلب الحزب الحاكم والدولة التونسية بعد الاستقلال وهي على التوالي الكتابة العامة للشبيبة الدستورية، إدارة الشباب والرياضة، رئاسة بلدية تونس بين 1963 و1969، سفير تونس في روما (1969)، إدارة الحزب الاشتراكي الدستوري (نوفمبر 1969 - نوفمبر 1970) ووزارة الدفاع الوطني (جوان 1970 - أكتوبر 1971) وهو آخر منصب تولاه قبل استقالته من الحزب. أسس أيضا عام 1967 جمعية صيانة مدينة تونس التي تولى رئاستها إلى 1969 كما كان له نشاط في غرفة تونس للصناعة والتجارة وفي جمعية النادي الإفريقي.

## في المعارضة
استقال من مهامه السياسية لينتمي إلى المعارضة الناشئة التي ستؤسس فيما بعد حركة الديمقراطيين الاشتراكيين. وساهم في هذه الفترة في تأسيس الرابطة التونسية للدفاع عن حقوق الإنسان التي ظهرت عام 1977، كما أسس وترأس المعهد العربي لحقوق الإنسان الذي يوجد مقره بتونس. تحصل سنة 1993 أثناء رئاسته المعهد على جائزة الأمم المتحدة في ميدان حقوق الإنسان  وعلى جائزة رئيس الجمهورية لحقوق الإنسان. في 15 ديسمبر 1987 عينه الرئيس زين العابدين بن علي عضوا في المجلس الدستوري للجمهورية المكون حديثا.
على الصعيد الإعلامي بعث حسيب بن عمار أول جريدة رأي بعد الاستقلال هي جريدة الرأي بالإضافة إلى مجلة ديمكراسي (Démocratie) الناطقة بالفرنسية.

## أوسمة تحصل عليها
- وسام السابع من نوفمبر.[2]

## وصلات خارجية
- حسيب بن عمار.. و«الرأي»، في، الصباح 17/12/08[وصلة مكسورة]
- رحل حسيب بعد أن «عمّر» البلاد بتجربة «الرأي» ومنجز الرابطة ومكسب المعهد العربي لحقوق الإنسان...، في، الصباح 17/12/2008[وصلة مكسورة]